# لیو ژونگشنگ
لیو ژونگشنگ (انگلیسی: Liu Zhongsheng؛ زادهٔ ۲۵ اکتبر ۱۹۷۳) تیرانداز اهل چین بود. وی در بازی‌های المپیک تابستانی ۲۰۰۸ حضور داشته‌است.